# Amara scolopax
Amara scolopax är en skalbaggsart som beskrevs av Thomas Casey. Amara scolopax ingår i släktet Amara och familjen jordlöpare. Inga underarter finns listade i Catalogue of Life.